# Buchhalternase

T-Konto

Buchhalternase

Die Buchhalternase (die synonymen Begriffe Buchhalterknie und Vakatstrich werden kaum verwendet) ist eine Sperrlinie, mit der Freiräume in T-Konten gefüllt werden, damit nachträglich nichts hinzugefügt werden kann.
Sie besteht aus je einer kurzen waagerechten Linie, rechts in der ersten Zeile und links in der letzten Zeile des Freiraums, und einer Diagonallinie, die jeweils die inneren Enden der waagerechten Linien verbindet. Handschriftlich ist die Linie meistens z-förmig, woraus sich der Trivialname Buchhalternase ergibt.
Weist eine Seite des T-Kontos weniger Positionen auf als die andere, entsteht nach dem Saldieren ein Freiraum, dessen nachträgliche Füllung die Buchhalternase verhindert. Sie „sperrt“ die Leerzeilen eines Kontenblattes, um der gesetzlichen Forderung nach Unveränderbarkeit buchhalterischer Aufzeichnungen Genüge zu tun:
In elektronischen Buchführungssystemen ist eine Buchhalternase überflüssig. Hier übernimmt ein Schreibschutz abgeschlossener Konten ihre Funktion.

## Einzelnachweis
1. ↑  Gabler Wirtschaftslexikon: Onlineeintrag (Gabler Verlag)